# Лиса Мисипека
Лиса Васа Мисипека (3. јануар 1975) је бивша атлетичарка Америчке Самое специјалиста за бацање кладива, кугле и диска. Трострука је учесница Летњих олимпијских игара и освајач прве међународне спортске медаље за Америчку Самоу.

## Биографија
У почетку каријере бацала је куглу и диск. У бацању кугле такмичила се на Светском првенству 1993. у Гетеборгу и Олимпијским играма 1996. у Атланти, али без већег успеха јер се оба пута није успела пласирати у финале.
Као студент Универзитета Јужне Каролине, победила је на Првенству НКАА (енгл. National Collegiate Athletic Association) 1998. у бацањзу кладива. После овог успеха као члан репрезентације Америчке Самое учествовала је на Светском првенству 1999. у Севиљи и постигла највећи успех у својој каријери и спорту Америчке Самое. Бацањем кладива на 66,06 метара, освојила је бронзану медаљу иза Румунке Михаеле Мелинте са 75,20 м и Рускиње Олге Кузенковее 72,56 м. Ово је била прва медаља са међународних такмичења за Америчку Самоу.
Због овог успеха одређена је за носиоца националне заставе на свечаном отварању Олимпијских игара 2000. у Сиднеју. Била је учесница првог такмичења у бацању кладива за жене на олимпијским играма. Завршила је као 14. са много слабијим резултатом од њеног личног рекорда. Бацила је само 61,74 м.
После ових игара учествовала је на још два Светска првенства 2001. у Едмонтону и 2003. у Паризу и оба пута је завршила у предтакмичењу.
Последље велико такмичење на којем је учествовала биле су Летње олимпијске игре 2004. у Атини. На отварању је поново носила националну заставу, али је такмичење неславно завршила. У квалификацијама није имала ниједно исправно бацање, па је остала без пласмана.
После ових игара је завршила спортску каријеру.
Њени лични рекорди у бацању кугле 16,67 м, диска 51,76 м и кладива 69,24 метра и данас (крајем 2012.) су национални рекорди Америчке Самое.